# Nadia Wheatley
Nadia Wheatley, née le 30 avril 1949 à Sydney, est une écrivaine australienne qui a publié des livres illustrés pour enfants, des romans, des biographies et des ouvrages d'histoire. Elle est surtout connue pour son livre d'images My Place, illustré par Donna Rawlins, mais sa biographie de Charmian Clift est décrite par le critique Peter Craven comme "une des plus grandes biographies australiennes".
Beaucoup de ses livres pour enfants et jeunes adultes ont été nommés aux récompenses annuelles du Children's Book Council of Australia. En 2014, Wheatley est nommée par IBBY Australia pour le Prix Hans-Christian-Andersen de l'écriture, la plus haute décoration qu'on donne à un auteur vivant pour l'ensemble de son œuvre pour la littérature enfantine.
En 2014, Wheatley reçoit un doctorat de lettres honoris causa de l'université de Sydney pour marquer l'ensemble de son œuvre pour la littérature d'enfance, son travail d'historienne et sa contribution à la compréhension de la question indigène, de la diversité culturelle et de la justice sociale au travers de la fiction.

## Biographie
Nadia Wheatley naît et grandit à Sydney. Elle étudie à l'école Meriden, à l'université de Sydney (licence obtenue en 1970) et l'université Macquarie (master obtenu en 1976).
En 1975, Wheatley part vivre en Grèce avec son compagnon de l'époque, le poète Martin Johnston, fils des auteurs australiens George Johnston et Charmian Clift. C'est là qu'elle commence à écrire dans un but professionnel. Le couple habite à La Canée, en Crète, et dans un village côtier du Péloponnèse. Ils écrivent tous les deux six jours par semaine. À son retour en Australie en 1978, Wheatley vit dans la banlieue de Sydney à Newtown, où se déroulent ses trois premier romans : Five Times Dizzy, Dancing in the Anzac Deli et The House that was Eureka.
Après plusieurs années à Apollo Bay, Victoria et dans les Montagnes bleues, Wheatley retourne à Sydney en 1995, et elle vit dans la vallée de Cooks River, où se déroule son œuvre principale, My Place.

## Carrière
Le premier livre de Wheatley, Five Times Dizzy (1983), reçoit les félicitations des critiques en tant que premier livre pour enfants multiculturel d'Australie. Il est adapté en mini-série télévisée sur la chaîne multiculturelle SBS en 1986.
Le livre illustré My Place est aussi adapté en une série de 26 épisodes télévisés, avec la collaboration de Nadia Wheatley sur les points historiques et sur le scénario. Sorti sur ABC en 2009 et 2011, My Place reçoit le Logie Awards 2012 de meilleure série pour enfants. Wheatley utilise également ses connaissances d'historienne pour écrire le roman historique The House that was Eureka (1986), qui se déroule pendant la lutte contre l'éviction de la Grande Dépression. Ce livre est republié en 2014 et considéré comme un classique par le critique Maurice Saxby.
Pendant que Wheatley écrit ces livres pour enfants et jeunes adultes, elle continue ses recherches et écrit une biographie de la célèbre auteure australienne Charmian Clift. Publié par Harper Collins, The Life and Myth of Charmian Clift récolte plusieurs prix nationaux.

## Le projet "Going Bush"
Dans les années 2000, Nadia Wheatley travaille en collaboration avec l'artiste Ken Searle pour produire une série de livres de non-fiction qui montrent le modèle d'éducation Papunya, un curriculum indigène qui met le pays au centre de l'apprentissage. Ce projet commence pendant la période 1998-2001, quand Wheatley et Searle travaillent comme consultants à l'école de Papunya, une communauté aborigène dans le désert australien (Territoire du Nord). En travaillant avec les professeurs et élèves Anangu pour développer les ressources nécessaires à l'enseignement, ils aident à éditer le Papunya School Book of Country and History (Allen & Unwin, 2002), plusieurs fois récompensé.
En 2003, un projet pour réduire les barrières entre les différentes communautés des écoles de Sydney est organisé, et nommé Harmony Day. Ce projet prend de l'ampleur et commence à inclure une éducation environnementale, la culture indigène, et la vie dans des communautés multiculturelles. Le projet implique seize écoles laïques, musulmanes et catholiques. En 2005, Nadia Wheatley et Ken Searle sont invités par le comité à l'origine de Harmony Day pour travailler avec les enfants sur le thème de la liberté. Ils utilisent le modèle qu'ils ont développé dans l'école Papuyna. Le résultat est la publication du livre Going Bush, qui relate ce que les enfants ont appris en explorant une section urbaine du bush près de Wolli Creek.
Wheatley et Searle participent ensuite ensemble à un programme de mentorat pour les auteurs indigènes de l'Australian Society of Authors, soutenant l'enseignante de Papunya Mary Malbunka à écrire et illustrer ses mémoires sous forme de livre illustré, When I was Little, Like You (2003, Allen & Unwin).

## Récompenses

### Five Times Dizzy
- New South Wales Premier's Literary Awards Special Children's Book Award (1983)
- Fortement recommandé – CBCA Children's Book of the Year: Older Readers (1983)
- Diplôme honorifique – International Board on Books for Young People (1983)
- AWGIE Awards for Best Adaptation, Children's Television Drama (pour la mini-série télévisée) (1987)

### Dancing in the Anzac Deli
- Mention honorable – CBCA Children's Book of the Year Award: Older Readers (1984)
- Diplôme honorifique – International Board on Books for Young People (1985)

### The House that Was Eureka
- Nommé – The Australian/Vogel Literary Award (1984)
- New South Wales Premier's Literary Awards Children's Book Award (1985)
- Mention honorable – CBCA Children's Book of the Year Award: Older Readers (1985)

### My Place
- CBCA Children's Book of the Year Award: Younger Readers
- CBCA Children's Book of the Year Award: Eve Pownall Award for Information Books
- Kids' Own Australian Literature Award (1988)
- White Raven Award Award (1988)
- Young Australian Best Book Awards (1990)
- Diplôme honorifique – International Board on Books for Young People (1990)
- Dans la liste US Library Best Books for Young People (1988)

### Lucy in the Leap Year
- Nommé – CBCA Children's Book of the Year Award: Younger Readers (1994)
- Nommé – New South Wales Ministry for the Arts Awards (1994)
- Nommé – Multicultural Award (1994)

### The Night Tolkien Died
- Mis en vedette – CBCA Children's Book of the Year Award: Older Readers (1995)

### Highway
- Mis en vedette – CBCA (1999)

### Papunya School Book of Country and History
- Nommé – CBCA (2002)

### The Life and Myth of Charmian Clift
- NSW History Awards: The Australian History Prize (2002)

### Going Bush
- Nommé – Australian Awards for Excellence in Educational Publishing (2007)

### Australians All
- NSW Premier's History Award, Young People's History Award, 2014

## Extrait de bibliographie

### Pour enfants
- Five Times Dizzy (1982, Oxford University Press)
- Dancing in the Anzac Deli (1984, Oxford University Press)
- The House that Was Eureka (1985, Viking Kestrel)
- 1 is for One (illus. Helen Leitch, 1986, Oxford University Press)
- My Place (illus. Donna Rawlins, 1987, Collins Dove)
- Lucy in the Leap Year (1993, Omnibus)
- The Night Tolkien Died (1994, Random House)
- The Greatest Treasure of Charlemagne the King (illus. Deborah Klein, 1997)
- Highway (illus. Andrew McLean, 1998)
- Luke's Way of Looking (illus. Matt Ottley, 1999)
- Vigil (2000, Viking)
- Papunya School Book of Country and History (2002, illus, Ken Searle; en collaboration avec les étudiants et professeurs de Papunya School)
- A Banner Bold: The Diary of Rosa Aarons, Ballarat goldfield, 1854 (2000, Scholastic)
- Listening to Mondrian (2006, Allen and Unwin)
- Going Bush (illus. Ken Searle, 2007, Allen and Unwin)
- Playground (illus. Ken Searle, 2011, Allen and Unwin)
- Australians All (illus. Ken Searle, 2013, Allen and Unwin)
- Flight (illus. Armin Greder, 2015, Windy Hollow Books)

### Pour adultes
- The Life and Myth of Charmian Clift (2001, HarperCollinsPublishers)